# Safareig públic de Santpedor
El safareig públic de Santpedor se situa al sud-est del terme de Santpedor, vora la séquia i el polígon de Santa Anna II.

## Dades històriques[1]
La construcció, aprofitant l'aigua de la séquia, d'uns safaretjos públics s'ha de relacionar amb l'escassetat i la mala qualitat dels recursos hidràulics de Santpedor. L'ús de l'aigua del canal hauria pogut ser una solució per a la vila, però li va ser denegat durant segles.
L'any 1902, davant d'un greu brot de tifus, i seguint les recomanacions de la Junta Provincial de Sanitat, encapçalada pel Dr. Comenge, el Govern Civil publicà un conjunt de mesures higièniques per prevenir contagis. Fou aleshores quan la Junta de la Séquia donà el vistiplau per a extreure aigua destinada a rentar la roba de la gent sana.

## Descripció[1]
L'acord amb la Junta de la Séquia permetia a Santpedor omplir cada diumenge el safareig per poder utilitzar-ne l'aigua durant la setmana. En estar situats per sota del nivell del canal, l'aigua es feia baixar per gravetat a través d'un conducte.
Tot i l'esforç que suposava desplaçar-se fins als safaretjos, i després tornar-ne amb la bugada xopa, la majoria de santpedorencs preferien utilitzar aquests en comptes dels llavadors de la carretera de Navarcles, ja que l'aigua era de molt més bona qualitat. Fins i tot hi havia un curiós personatge, en Joan "Uà", que per 10 cèntims s'oferia per transportar la roba amb el seu carretó.